# Goguette des Gnoufs-Gnoufs
 (novembre 2022).
Le Diner chantant des Gnoufs-Gnoufs est le nom d'une goguette parisienne qui regroupe des chansonniers, vaudevillistes et gens du théâtre au nombre desquels Eugène Labiche.
Elle se réunit chaque mois dans le célèbre restaurant Brébant.
Elle tire son nom de la ronde des gnouf, gnouf de l'opérette Le Punch Grassot, d'Eugène Grangé et Alfred Delacour.
Fondée en 1858 elle existe toujours en 1869.

## Histoire
Amédée de Jallais écrit :

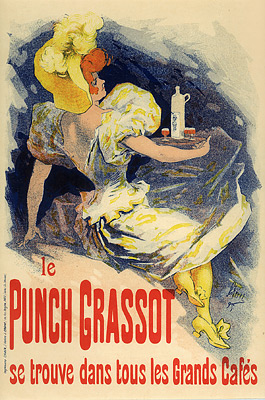
Affiche de Jules Chéret pour le Punch Grassot.

Grassot venait d'acquérir d'un moine, aussi peu connu que légendaire, le secret du fameux punch auquel le regretté comique du Palais-Royal a légué son nom.
« Le père Dormeuil a toujours une bonne recette, – disait-il, – je veux en avoir une aussi. »
Et il eut en effet la recette de son punch, qui passera à la postérité la plus... altérée.
– Ce n'est pas tout ça, – ajouta Grassot, en s'adressant à Eugène Grangé, avec ce geste de singe qui s'est brûlé la patte, que vous lui avez tous connu – écoute un peu, ma vieille... Je dis ma vieille, parce que c'est la meilleure : ma liqueur est titillante et balsamique à la fois, réconfortante et hygiénieo-sympathique... une chartreuse qui a jeté le broc aux orties, quoi !... un vrai velours capitonné, gnouf ! gnouf ! passe-moi le carafon.
– Eh bien ? interrogea Grangé.
– Eh bien ! contre toutes les règles des distillateurs, disent-ils... Il faut la faire mousser.
– Comment ça ?
– C'est simple comme les herbes de ce nom, il faut confectionner dar-dar un joli petit à-propos sur le punch a papa ; là au café de la pissotte.
– Un à propos !
– Sur le pouce et ce sera un triomphe chocnosof, j'en réponds ! foi de Grassot, qui n'est ni l'un ni l'autre.
– Soit ! voici venir Delacour. je vais lui en parler.
Trois heures après, la pièce était écrite ! C'est de l'histoire.
Le 2 octobre 1858, elle était représentée pour la première fois.
Trois heures de travail, trois mois de succès !
– C'est égal – disait Grassot, à quelque temps de là. – Vous auriez dû consacrer douze heures à votre punchade ; non, à votre pochade, mes trognons.
– Pourquoi ?
– Trois mois pour trois heures, douze mois pour douze heures ; votre succès eût duré un an de suite.
Il est bon d'ajouter que Mlle Schneider était adorable dans le rôle de Verdurette, la Grisette bordelaise, et qu'elle chantait et dansait à ravir la ronde des Gnouf-gnouf.
Dam ! ce n'était pas encore La Diva.
Le succès du Punch Grassot amena la fondation du dîner des Gnoufs-Gnoufs dont l'idée première appartient à Grassot, Hyacinthe, Pérès et Coupart.
Le 3 de chaque mois, on se réunit chez Brébant.
Ce festin ressemble un peu à celui de La Timbale (voir le premier numéro de La Chanson illustrée), mais, composé d'éléments plus divers, il est moins collet-monté et beaucoup plus sans façons.
Le président a le droit d'amener deux invités ; et, en insistant un tantinet, un artiste peut présenter un ami : pourvu qu'il ait fait ses preuves d'esprit dans un genre quelconque.
Feu Coupart y disait souvent des chansons fort réussies, mais quelque peu badines.
Clairville, Grangé, Cogniard, Lefranc, Labiche, Adolphe Cholet – la fleur du panier des vaudevillistes – ont enrichi de ravissants couplets Le Livre d'or, un curieux recueil des chansons qui ont le plus charmé ou fait rire cette agape fraternelle.
Lambert-Thiboust fut aussi un des coupletiers et des convives les plus gais de cette joyeuse réunion.
Pauvre Lambert ! que de fois il improvisait, entre deux éclats de rire, une de ces rondes insensées qu'il intercalait ensuite dans ses ouvrages.
Alexandre Flan a compté parmi les invités et a eu un vrai succès avec une spirituelle chanson : Les bruits de guerre, qui se chante sur l'air du pas redoublé. – En voici trois couplets, au hasard de la chansonnette.
Le gai printemps remplit nos mains
De lilas... c'est sa rente ;
L'arbre à fruits cache les chemins
Sous sa neige odorante :
L'hirondelle, à nos murs épais,
Revient nomme naguère.
Sapristi ! fichez-nous la paix
Avec vos bruits de guerre !
Jadis, à ce pas redoublé
Que gaiment je chantonne,
Le chauvinisme eût rassemblé
Tous les fils de Bellone ;
Signe du temps, ce chant français
Semble fade et vulgaire.
Sapristi ! fichez-nous la paix
Avec vos bruits de guerre !
Quand vapeur, électricité,
Ne régnaient pas, peut-être
Le vrai sens de fraternité
Était-il à connaître ?
Mais le monde entier désormais
Veut être solidaire.
Sapristi ! fichez-nous la paix
Avec vos bruits de guerre !
Malgré l'amitié de Grassot pour Coupart, il n'était pas de banquet où ce dernier ne fût victime de quelque farce de son camarade.
– Gnouf ! Gnouf ! Dis-moi, mon petit père Coupart, combien ça coûte-t-il pour t'appeler imbécile ? hein ?
– Est-ce au régisseur ou à l'ami que tu parles ?
– Au régisseur,mon trognon.
– Cinq francs.
– Hum ! c'est trop cher pour ma bourse, alors je ne t'appelle pas imbécile.
Grassot en goguette entonnait volontiers son fameux hymne du Garde national.
Et c'était, avec conviction, car lui-même avait servi dans la milice citoyenne ; témoin sa réponse, un jour qu'il défilait sur la place Vendôme, et que son colonel criait :
– Bataillon, en masse ! serrez la colonne !
– La colonne Vendôme ! où diable veut-il que nous la mettions ?
C'est sans doute de cette époque que date le dithyrambe,que je suis heureux et fier de reproduire
Vive à jamais le garde national,
L'arc-en-ciel de la liberté...
S'il n'fait pas d'bien, il n'fait pas d'mal,
Voilà pourquoi qu'il a mon amitié.
S'il s'agit d'aller en paterouille.
Ah ! dam !... alors... Eh bien ! i s'mouille...
Et là-dessus, quels éclats de joie ! quelles gorges-chaudes ! quel délire !
Hyacinthe seul – l'homme au chapeau de charbonnier-conspirateur, – parvenait à rétablir le silence...
Il se mouchait !
Tout le monde croyait à la trompette du jugement dernier !!...
Le calme est revenu, on entendrait voler un mouchoir ; c'est le moment de placer un sixain, ciselé par un rimeur du cru :
Hyacinthe, un beau jour, rencontre un monsieur louche,
Dont le pif gigantesque était l'égal du sien.
Hyacinthe aussitôt le mouche ;
Le monsieur se récrie, et l'injure à la bouche,
Dit : Je ne veux pas qu'à mon nez l'on touche.
– « Pardon, je l'ai pris pour le mien.»
Ceci dit fermons le robinet de la poésie et revenons à nos.... Gnoufs-Gnoufs.
Les femmes sont à tout jamais bannies du banquet des artistes du Palais-Royal.
C'est une mesure prudente, sinon précisément aimable, qui assure l'existence des Gnoufs-Gnoufs.
Le dîner des Petits Agneaux, du théâtre des Variétés, est tombé dès que les dames-artistes y ont été admises.
– Pourquoi ? – demandera-t-on.
Parce que les rivalités de coquetterie, impossibles à empêcher, amènent de petites querelles qui dégénèrent en grandes disputes.
Le dîner du Petit Journal, fondé au Théâtre Déjazet par votre serviteur et le directeur, eut le même sort par le même motif. Et la plus belle moitié du genre humain fut la cause de la décadence de ce festival mensuel, qui ne dura pourtant pas moins de trois années consécutives.
Les Gnoufs-Gnoufs ont une caisse de secours qui s'alimente des amendes et des quêtes que l'on fait au dessert.
Elle sert à soulager des infortunes, et nous pouvons dire que, bien souvent, elle arriva à propos à l'aide d'un malheureux dans le besoin,
On ne rencontre vraiment que chez les artistes cette spontanéité à obliger des camarades.
Pauvres et riches contribuent à cet acte de bienfaisance, et l'on assure que Pérès et Hyacinthe, après avoir fait rire le public, ont été bien des fois faire sourire dans leur grenier de pauvres diables qui n'avaient même pas de pain.
Hyacinthe, déjà nommé, ne manque pas un seul banquet. Il faudrait qu'il fût vraiment bien malade pour s'abstenir d'y montrer son nez... aussi déjà nommé.
Qu'il me pardonne de m'étendre derechef sur son appendice nasal, il est si populaire !
Hier encore, ma bonne recevait le linge et accusait réception de deux paires de draps.
– Deux mouchoirs de M. Hyacinthe, ajouta en riant ma blanchisseuse, qui fréquente le théâtre de La Montansier.
Je reviens néanmoins à mon homme :
Quand arrive le dessert, il fait sa ronde autour de la table et remplit de friandises de toutes sortes un sac qu'il apporte à cet effet.
Bonbons et gâteaux sont destinés à ses enfants.
Un petit théâtre de guignols a été construit par Pérès, qui en est un des principaux sociétaires ; on y joue de vraies pièces faites par de vrais auteurs. (Thiboust, Grangé, voire Dumanoir.)
On dit que Lemercier de Neuville a pris ce théâtre, vu par le petit bout de la lorgnette, pour modèle de ses Puppazzi.
Le prix du dîner est de sept francs, et il faut toute la générosité de Brébant pour offrir ce splendide repas à un prix aussi modéré, surtout quand l'appétit l'est si peu.
Mais Paul aime tant les artistes !... qui le lui rendent bien, du reste.
On ne manque pas une fois, après chaque Balthazar, de toaster à la mémoire du pauvre Grassot, en répétant ce refrain si connu :
Gnouf, gnouf, gnouf,
Remplissez mon verre,
Gnouf, gnouf, gnouf,
Car la joie altère,
Gnouf, gnouf, gnouf,
Buvons aussitôt
A feu Grassot !
Mais ceci est une ronde ; et, pour terminer mon article, c'est un couplet de la fin qu'il me faut.
Oh ! j'ai mon affaire.
L'acteur Michel débutait au Palais-Royal, dans une pièce de ne je sais plus qui, et avait à chanter au public un couplet réclamant l'indulgence pour les auteurs et surtout pour lui échappé de province et à peine connu à Paris.
Il redisait son huitain dans la coulisse, quelques minutes avant le dénouement.
– Gnouf ! Gnouf ! des bêtises, mon trognon...... intervint Grassot, – nos poyètes se fourrent l'index dans l'orbite... ici, faut pas la faire au sentimentalisme... Tu me payeras un verre de cogn... de la plus fine, ma vieille... et je te vas coller un vrai mot de la fin.... hein ?
Et Grassot improvisa en scène, en désignant le débutant :
AIR : De Mazaniello.
Messieurs, c'est Michel qu'on le nomme... .
Gai comique provincial,
En province il avait la pomme,
Il passait pour original ;
Ah ! veuillez l'applaudir en hâte,
Il n'vient pas remplacer Rachel...
Montrez-vous d'une bonne pâte
Envers Michel, envers Michel.
Montrez-vous d'une bonne pâte
Envers Michel, envers Michel.
Il y avait ce soir-là, dans la salle, beaucoup de dames par trop décolletées. – Le couplet alla aux nues.
Ah ! s'il m'était permis de puiser au Livre d'or, quelle moisson!...
Mais un fizelier veille à la souche, avec un fusil à priston ; je suis un pèlerin assez gaillard, cependant, rien que d'y songer, Geoffroy... et je pense à Lacombe.
Eh ! allez donc ! faut bien rire un peu, gnouf ! gnouf !